# Giovanni Giorgio di Hohenzollern-Hechingen
Giovanni Giorgio di Hohenzollern-Hechingen (Hechingen, 1577 – Hechingen, 28 settembre 1623) è stato dal 1605 al 1623 conte di Hohenzollern-Hechingen e nel 1623, anno della sua morte, venne elevato al rango di principe del Sacro Romano Impero.

## Biografia
Giovanni Giorgio era l'unico figlio sopravvissuto del Eitel Federico I di Hohenzollern-Hechingen (1545-1605) e della sua seconda moglie, Sibilla (1558-1599), figlia del conte Froben Christoph von Zimmern. Giovanni Giorgio crebbe coi genitori nel Brandeburgo, a Berlino.
In quanto principe cattolico, Giovanni Giorgio si schierò con l'Imperatore e ricoprì la carica di Presidente della Reichskammergericht e più tardi l'ufficio del Presidente del Parlamento imperiale dal 1603 al 1605. Egli inoltre fu rappresentante della casata d'Austria presso il Reichstag e tentò di convincere il margravio di Baden, Giorgio Federico, a ripudiare la fede luterana ed a tornare coi cattolici, insieme a Johannes Pistorius. Nel 1609 fu inviato speciale dell'Imperatore presso la corte francese, facendo tappa a Bruxelles ove venne ricevuto dall'arciduca Alberto ivi residente come governatore dei Paesi Bassi spagnoli e col quale rimase per il resto della vita in contatto. Nel 1614 fu nuovamente ambasciatore in Francia.
Nel 1620, in riconoscimento dei suoi meriti, venne nominato cavaliere dell'Ordine del Toson d'oro, la massima onorificenza imperiale. Nel governo del suo principato si prodigò a partire dal 1623 per la costruzione di alcuni bastioni posti a difesa del Castello di Hohenzollern ed in quello stesso anno, il 23 marzo, venne elevato dall'Imperatore Ferdinando II al grado di principe del Sacro Romano Impero.

## Matrimonio e figli
Giovanni Giorgio e sua moglie ebbero i seguenti figli:
- Carlo (* / † 1599);
- Sibilla (m. 1621), sposò nel 1615 Ernst di Mark, conte di Schleiden (1590-1654);
- Francesca Caterina (m. 1665), sposò nel 1619 il conte Giacomo Annibale II di Hohenems (1595-1646);
- Eitel Federico II (1601 - 1661), principe di Hohenzollern-Hechingen, sposò nel 1630 la contessa Elisabeth van Berg-s ' Heerenberg, margravia ed erede di Bergen op Zoom (1613-1671);
- Giovanni Federico (* / † 1602);
- Anna Maria (1603-1652), sposò il langravio Egon VIII di Fürstenberg-Heiligenberg (1588-1635);
- Giorgio Federico (m. 1633);
- Maria Domina (morta infante);
- Caterina Ursula (m. 1640), sposò nel 1624 il margravio Guglielmo di Baden-Baden (1593-1677);
- Maria Renata (m. 1637), sposò nel 1625 il conte Hugo von Königsegg-Rothenfels (1595-1666);
- Massimiliana (m. 1639), sposò nel 1630 Johann Franz Trautson, conte di Falkenstein (1609-1663);
- Leopoldo Federico (m. 1659), canonico a Colonia;
- Maria Anna (1614-1670), sposò nel 1630 il conte Ernesto di Isenburg-Grenzau (1584-1664);
- Filippo (1616 - 1671), principe di Hohenzollern-Hechingen, sposò nel 1662 la principessa Maria Sidonia di Baden-Rodemachern (1635-1686).

## Ascendenza
|                                                    |                                      |                                               | Genitori                                                 |  |  | Nonni |  |  | Bisnonni                                   |  |  | Trisnonni                                 |  |
|                                                    |                                      |                                               |                                                          |  |  |       |  |  | Eitel Friedrich III, conte di Hohenzollern |  |  | Eitel Friedrich II, conte di Hohenzollern |  |
|                                                    |                                      |                                               |                                                          |  |  |       |  |  | Eitel Friedrich III, conte di Hohenzollern |  |  | Eitel Friedrich II, conte di Hohenzollern |  |
|                                                    |                                      | Magdalena von Brandenburg                     |                                                          |  |  |       |  |  | Eitel Friedrich III, conte di Hohenzollern |  |  |                                           |  |
| Karl I, conte di Hohenzollern                      |                                      |                                               |                                                          |  |  |       |  |  | Eitel Friedrich III, conte di Hohenzollern |  |  |                                           |  |
|                                                    |                                      | Johanna van Witthem                           | Philippe van Witthem, signore di Beersel e Bautershem    |  |  |       |  |  |                                            |  |  |                                           |  |
|                                                    |                                      | Johanna van Witthem                           | Philippe van Witthem, signore di Beersel e Bautershem    |  |  |       |  |  |                                            |  |  |                                           |  |
|                                                    |                                      | Johanna van Witthem                           | Agnes de Halewyn                                         |  |  |       |  |  |                                            |  |  |                                           |  |
| Eitel Friedrich I, conte di Hohenzollern-Hechingen |                                      | Johanna van Witthem                           |                                                          |  |  |       |  |  |                                            |  |  |                                           |  |
|                                                    |                                      | Ernst, margravio di Baden-Durlach             | Christoph I, margravio di Baden-Baden                    |  |  |       |  |  |                                            |  |  |                                           |  |
|                                                    |                                      | Ernst, margravio di Baden-Durlach             | Christoph I, margravio di Baden-Baden                    |  |  |       |  |  |                                            |  |  |                                           |  |
|                                                    |                                      | Ernst, margravio di Baden-Durlach             | Ottilia von Katzenelnbogen                               |  |  |       |  |  |                                            |  |  |                                           |  |
| Anna von Baden-Durlach                             |                                      | Ernst, margravio di Baden-Durlach             |                                                          |  |  |       |  |  |                                            |  |  |                                           |  |
|                                                    |                                      | Elisabeth von Brandenburg-Ansbach-Kulmbach    | Friedrich I, principe e margravio di Brandeburgo-Ansbach |  |  |       |  |  |                                            |  |  |                                           |  |
|                                                    |                                      | Elisabeth von Brandenburg-Ansbach-Kulmbach    | Friedrich I, principe e margravio di Brandeburgo-Ansbach |  |  |       |  |  |                                            |  |  |                                           |  |
|                                                    |                                      | Elisabeth von Brandenburg-Ansbach-Kulmbach    | Zofia Jagiellonka                                        |  |  |       |  |  |                                            |  |  |                                           |  |
| Johann Georg, principe di Hohenzollern-Hechingen   |                                      | Elisabeth von Brandenburg-Ansbach-Kulmbach    |                                                          |  |  |       |  |  |                                            |  |  |                                           |  |
|                                                    | Johannes Werner II, conte di Zimmern | Johann Werner I, signore di Zimmern-Messkirch |                                                          |  |  |       |  |  |                                            |  |  |                                           |  |
|                                                    | Johannes Werner II, conte di Zimmern | Johann Werner I, signore di Zimmern-Messkirch |                                                          |  |  |       |  |  |                                            |  |  |                                           |  |
|                                                    | Johannes Werner II, conte di Zimmern | Margarethe zu Oettingen-Oettingen             |                                                          |  |  |       |  |  |                                            |  |  |                                           |  |
| Froben Christoph, conte di Zimmern                 | Johannes Werner II, conte di Zimmern |                                               |                                                          |  |  |       |  |  |                                            |  |  |                                           |  |
|                                                    |                                      | Katharina Schenk von Erbach                   | Erasmus Schenk von Erbach                                |  |  |       |  |  |                                            |  |  |                                           |  |
|                                                    |                                      | Katharina Schenk von Erbach                   | Erasmus Schenk von Erbach                                |  |  |       |  |  |                                            |  |  |                                           |  |
|                                                    |                                      | Katharina Schenk von Erbach                   | Elisabeth von Werdenberg-Sargans                         |  |  |       |  |  |                                            |  |  |                                           |  |
| Sibylle von Zimmern                                |                                      | Katharina Schenk von Erbach                   |                                                          |  |  |       |  |  |                                            |  |  |                                           |  |
|                                                    |                                      | Wilhelm, conte di Eberstein                   | Bernhard III, conte di Eberstein                         |  |  |       |  |  |                                            |  |  |                                           |  |
|                                                    |                                      | Wilhelm, conte di Eberstein                   | Bernhard III, conte di Eberstein                         |  |  |       |  |  |                                            |  |  |                                           |  |
|                                                    |                                      | Wilhelm, conte di Eberstein                   | Kunigunde von Waldburg-Sonnenberg                        |  |  |       |  |  |                                            |  |  |                                           |  |
| Kunigunde von Eberstein                            |                                      | Wilhelm, conte di Eberstein                   |                                                          |  |  |       |  |  |                                            |  |  |                                           |  |
|                                                    |                                      | Johanna von Hanau-Lichtenberg                 | Philipp III, conte di Hanau-Lichtenberg                  |  |  |       |  |  |                                            |  |  |                                           |  |
|                                                    |                                      | Johanna von Hanau-Lichtenberg                 | Philipp III, conte di Hanau-Lichtenberg                  |  |  |       |  |  |                                            |  |  |                                           |  |
|                                                    |                                      | Johanna von Hanau-Lichtenberg                 | Sibylle von Baden                                        |  |  |       |  |  |                                            |  |  |                                           |  |
|                                                    |                                      | Johanna von Hanau-Lichtenberg                 |                                                          |  |  |       |  |  |                                            |  |  |                                           |  |